# Перевтілені закохані
Перевтілені закохані (англ. The Reincarnated Lovers, кит.: 将嫁) — китайська костюмована міні-дорама 2023 року в жанрах фентезі, уся, романтики та драми.

## Сюжет
У день весілля всю родину Тан Ванван вбив її наречений Сяо Сюань Ї.
Сповнена болю та ненависті до свого чоловіка, вона вбиває його та намагається покінчити життя самогубством.
Проте замість смерті Ванван дивом повертається на три роки назад. Вона намагається зробити все можливе, щоб відвернути трагічні події минулого.
Однак Сяо Сюань Ї, щиро закоханий в неї, також зберіг спогади про своє минуле життя.
А їхні долі знову переплітаються в новому житті.

## Акторський склад

### Головні ролі
| Актор                       | Роль                       |
| --------------------------- | -------------------------- |
| Гуань Юе (Guan Yue)         | Сяо Сюань Ї (Xiao Xuan Yi) |
| Го Цзя Юй (Guo Jia Yu)      | Тан Ванван (Tang Wanwan)   |
| Патрік Куань (Patrick Quan) | Сяо Цин Ан (Xiao Qing An)  |
| Ву Рі Лі Ге (Wu Ri Li Ge)   | Лін Цзин Юе (Lin Jing Yue) |

### Другорядні ролі
| Актор                      | Роль          |
| -------------------------- | ------------- |
| Остін Суй (Austin Sui)     |               |
| Ян Чао Вей (Yang Chao Wei) | Імператор     |
| Лонг Сін Юе (Long Xin Yue) | Імператриця   |
| Лі Тянь Ю (Li Tian Yu)     | Принцеса Юань |